# Santiago Urquiaga
Santiago Urquiaga Pérez (Barakaldo, 18 de abril de 1958) é um ex-futebolista espanhol.

## Carreira
Santiago Urquiaga fez parte do elenco da Seleção Espanhola de Futebol da Copa do Mundo de 1982 e da Euro 1984.

## Títulos

### Clubes
Athletic Bilbao
- La Liga: 1982–83, 1983–84
- Copa del Rey: 1983–84
- Supercopa de España: 1984

Español
- UEFA Cup: Vice 1987–88

### Internacional
Espanha
- Eurocopa de 1984: Vice